# Хорна Брезњица
Хорна Брезњица (слч. Horná Breznica) насељено је мјесто са административним статусом сеоске општине (слч. obec) у округу Пухов, у Тренчинском крају, Словачка Република.

## Становништво
| Година:    | 1994. | 2004.   | 2014.   | 2024.   |
| ---------- | ----- | ------- | ------- | ------- |
| Број људи: | 461   | 451     | 475     | 497     |
| Разлика:   |       | -2,16 % | +5,32 % | +4,63 % |

| Година:    | 2023. | 2024.   |
| ---------- | ----- | ------- |
| Број људи: | 498   | 497     |
| Разлика:   |       | -0,20 % |

Према подацима о броју становника из 2024. године насеље је имало 497 становника.